# Jennifer Gillom
Jennifer Gillom (nacida el 13 de junio de 1964 en Abbeville, Mississippi) es una exjugadora de baloncesto estadounidense. Consiguió 3 medallas con  Estados Unidos en mundiales y Juegos Olímpicos. Después de retirarse ha ejercido de entrenadora asistente y principal en la WNBA. 